# Anopheles parapunctipennis
Anopheles parapunctipennis este o specie de țânțari din genul Anopheles, descrisă de Friedrich Wilhelm Martini în anul 1932. Conform Catalogue of Life specia Anopheles parapunctipennis nu are subspecii cunoscute.